# Торфяная промышленность (журнал)
«Торфяная промышленность» — издававшийся с 1924 по 1992 годы ежемесячный производственный журнал.

## История
Журнал был основан в 1924 году в Москве. С момента основания журнал назывался «Торфяное дело». В 1935—1941 годах назывался «За торфяную индустрию», с 1941 года выходил под названием «Торфяная промышленность». Являлся органом Государственного комитета Совета Министров СССР по науке и технике, Министерства топливной промышленности РСФСР и БССР.
В страницах журнала освещались достижения в области добычи и использования торфа, механизации производственных процессов, передовой производственный опыт и социалистическое соревнование, а также работу рационализаторов.
В 1975 году тираж журнала достиг в 7185 экземпляров.
Журнал прекратил своё существование в 1992 году.